# 中瓜幕駅
中瓜幕駅（なかうりまくえき）は、かつて北海道河東郡鹿追町中瓜幕にあった北海道拓殖鉄道の駅である。同鉄道の廃止に伴い廃駅となった。

## 概要
木材、農作物の出荷駅の一つ。元々人口希薄地帯の上、然別演習場の用地買収による農地喪失とそれに伴う当地域の農業人口激減により、農作物出荷が殆ど無くなったため、営業区間廃止により廃駅となった。

## 歴史
- 1929年（昭和4年）11月26日 - 鹿追 - 中音更延伸開業。
- 1932年（昭和7年）11月15日 - 当停留場開設。旅客駅[2]。
- 1936年（昭和11年）11月10日 - 貨物用側線を敷設し一般駅となる[3][4][5][6]。駅員無配置。
- 1965年（昭和40年）12月20日 - 瓜幕 - 東瓜幕間営業中止により休止。
- 1967年（昭和42年）10月1日 - 瓜幕 - 東瓜幕間廃止に伴い廃駅。

## 駅名の由来
当地の地域名に由来する。

## 駅周辺
周囲は甜菜（ビート）、馬鈴薯、雑穀などの畑作地帯。
- 通明小学校

## 隣の駅
北海道拓殖鉄道
北海道拓殖鉄道線
瓜幕駅 - 中瓜幕駅 - 東瓜幕駅